# 马之华
马之华（又译马慕杰、马尔昌、马洪特，Percy Cunningham Mather，1882年12月9日-1933年5月24日）是一位英国内地会传教士，该会第二位进入新疆的传教士。 
1882年12月9日，马之华出生在英格兰Fleetwood，父亲是铁路职员，母亲是爱尔兰人护士。马之华长大后也在铁路工作。1903年，他受到循道会J. H. Doddrell 的影响，皈依基督教。不久马之华成为当地的主日学教师和传道人。当他等待按立时，听到关于内地会，决定前往中国。
1910年9月，马之华来到中国上海，然后沿长江到达安庆的语言学校，然后被派往安徽省的宁国。马之华因阅读Roland Allen的书《Missionary Methods: St. Paul's or Ours?》受到影响，于1914年，他志愿前往新疆乌鲁木齐，与已经在那里传教十余年的胡进洁（George W. Hunter）会合。此后直到1926年，他们二人在新疆和外蒙古巡回布道，向中亚地区各种居民传教。马之华全心投入这一工作，但他特别关注的是卫拉特蒙古人，很快，他在当地监狱找到了城里唯一的蒙古语教师，利用业余时间开始学习蒙古语。
马之华到新疆以后，勤奋学习当地的多种语言，写成《英蒙字典》（“Mongolian-English Dictionary”）、《蒙古文教科书》（“Mongolian Text Book”）、《满洲话字典与文法》（“Manchurian Grammar and Dictionary”）3本著作。
1927年，马之华在休假期间进修医学，随后返回中国，集中力量进行医疗工作以及翻译、语法、蒙古语辞典的工作。
在中国内战期间，马之华遭到敌视，被指责有政治阴谋。1933年，马仲英穆斯林队伍围攻乌鲁木齐，5月24日，马之华因抢救伤患而死于斑疹伤寒。他安葬在乌鲁木齐东山公墓。